# Adoration des Mages (Vélasquez)
L’adoration des Rois Mages (La adoración de los Magos) est une huile sur toile de Diego Velázquez datée de 1619 (sur une pierre au pied de la Vierge) et conservée au Musée du Prado depuis son inauguration en 1819.

## Histoire de la toile
Il n’y a pas d’information certaine sur l’origine de cette toile de Vélasquez en 1619 alors qu’il avait 20 ans, bien que cette date soit discutée par les experts, Beruete la date de 1617. Ainaud suggère qu’elle aurait pu être peinte pour le noviciat jésuite de Saint Luis de Séville, et cette hypothèse est celle à laquelle adhère la majorité de la critique, allégeant que l’épine qui apparaît à l’angle inférieur droit, allusion à la Passion du Christ, pourrait faire référence à la relique chrétienne de la couronne d’épines que possédait le roi de France. Après l’expulsion des jésuites en 1767, le cadre serait passé par la propriété de Francisco Bruna. C’est en sa possession que le voyageur anglais Richard Twiss le vit, avant qu’il ne soit incorporé au musée du Prado en 1819.
On a pensé que la toile pourrait avoir été divisée en trois à la vue d’une lithographie de  Cayetano Palmaroli de 1832 qui présente une composition plus large, et, selon l’avis d’Enriqueta Harris et Jonathan Brown, plus satisfaisante. Cependant, il n’existe pas d’indice qui permettent d’affirmer que le cadre ait été découpé après son arrivée au musée, et l’étude technique effectuée par Carmen Garrido écarte la possibilité qu’il ait eu d’autres dimensions que celles qu’il a actuellement, bien que le paysage, de toute façon peu visible, pourrait avoir été à l’origine plus large. La lithographie de Palmorali, en fin, pourrait avoir été partiellement une œuvre d’imagination, l’auteur recréant les supposées parties perdues sur la base de la croyance que le tableau avait été découpé à sa gauche.

## Iconographie
Le cadre représente l’adoration des Rois Mages selon la tradition chrétienne. Selon cette tradition il y a trois rois, et, à partir du XIVe siècle, Balthazar est représenté sous les traits d'une personne noire. Les rois offrent trois présents à l’enfant Jésus : de l’or (en tant que roi), de l’encens (en tant que Dieu), et de la myrrhe (en tant qu'homme). Ils sont guidés par l’étoile d’orient.
En plus des trois rois mages, de la Vierge et de l’Enfant, Velázquez peint Joseph et un page. Ces personnages remplissent totalement sa toile et ne laissent qu’une petite ouverture où il peint un paysage crépusculaire à l’angle supérieur gauche. La ronce au pied de Marie fait allusion à ses méditations, exprimées par son visage concentré et serein.
Une hypothèse propose que, pour les personnages représentés, Velázquez ait fait des « portraits » des membres de sa propre famille. Les recherches ont mis en relation un autoportrait de Francisco Pacheco, maître et beau-père du peintre, avec la tête du roi Melchior à la barbe blanche. Selon cette interprétation, la Vierge serait l’épouse du peintre, Juana Pacheco, avec laquelle il s’était marié un an avant, l’Enfant Jésus, serait la fille aînée du peintre, et lui-même ou son frère Juan aurait servi de modèle au visage de Gaspard. D’après Julián Gállego et d’autres critiques, ces identifications ne sont cependant pas prouvées. Pacheco se sentit obligé de justifier dans l’  « Art de la Peinture » l’inclusion de son autoportrait entre les corps des ressuscités du jugement dernier qu’il avait peint pour le couvent de Sainte Isabelle, et conservé actuellement au Musée Goya de Castres. Il déclarait « Bon, il est vrai que j’étais présent ce jour-là », mais disait également « selon l’exemple de certains valeureux peintres qui, en des occasions publiques, et entre autres figures, mirent la leurs, celles de leurs amis et débiteurs ; principalement le Titien, qui se représenta dans la gloire qu’il peignit pour le Roi Philippe III ».
On peut également noter des ressemblances entre le vieux roi mage de cette toile et l’homme qui paraît dans Le déjeuner ; de même, le visage de la Vierge ressemble à celle de l’Immaculée Conception de Londres, bien que plus idéalisé. Ces ressemblances ne nous apprennent rien de plus que la réutilisation des études d’après nature que pratiquait Velázquez.

## Technique
Les études techniques nous indiquent que le cadre conservé conserve ses dimensions d’origine, bien que légèrement retaillé par-dessous. La sensation un peu angoissante que produit la composition chargée, doit être délibérée et cherchée par le peintre, qui aurait voulu créer, avec la proximité des corps, une impression d’intimité accentuée par l’illumination nocturne où baigne la scène et qui semble appeler au recueillement.
Lors de son exécution, il est facile de deviner les maladresses propres au peintre débutant qu’était Velázquez à cette époque : la tête trop petite de Joseph, le corps sans jambe de l’Enfant emboutit dans les linges et conforme aux indications iconographiques de Pacheco, selon ce qu’en dit Jonathan Brown, ou enfin les mains de la Vierge desquelles Carl Justi affirme que « elles sont assez fortes pour manier une charrue, et, en cas de nécessité, pour prendre le taureau par les cornes ». Mais aucun d’eux ne renie le sentiment profondément dévot de la composition dans son apparente quotidienneté, conforme aux conseils d’ignacianos, et dans les formes données par une lumière qui supprime les ombres, donne formes et volumes, se dirige vers l’Enfant, et doit être le centre toutes méditations.